# Братлие, Енс Кристиан Мейниш
Енс Кристиан Мейниш Братлие (норв. Jens Kristian Meinich Bratlie; 17 января 1856[…], Нурре-Ланн, Оппланн — 15 сентября 1939, Осло) — норвежский государственный и политический деятель. Член Консервативной партии, работал премьер-министром Норвегии с 1912 по 1913 год.

## Биография
Родился в Нурре-Ланне в Опланне, Норвегия. Происходил из семьи ведущих бизнесменов и государственных служащих. Являлся сыном Эрика Братлие (1814—1890) и его жены Болетт Софи Мейних (1821—1870). После смерти матери его усыновил промышленник Йорген Мейних.
В 1880 году окончил Военную высшую школу и прошел подготовку в качестве офицера армии (в конечном итоге дослужившись до звания генерал-майора). Также получил юридическое образование, что позволило ему работать государственным служащим (1886 год). Несколько лет прослужил секретарём экспедиции в Министерстве обороны. Стал капитаном в 1893 году, комиссаром Генеральной комиссии в 1898 году и генеральным прокурором в судебной системе с 1906 года.
Занимал несколько должностей, таких как: лидер Консервативной партии (1910-1911) и президент Стортинга (1910-1912). В Стортинге представлял Кристианию в 1900-1912 и 1916-1918 годах. Занимал должность министра обороны Норвегии и министра аудита с 1912 по 1913 год
.
На парламентских выборах в Норвегии 1927 года был четвертым кандидатом в бюллетене от партии Национальный легион после Карла Мейера, Фройса Фройсланда и Торвальда Аадаля. В пресс-релизе Национальный легион (во главе с Мейером) было заявлено, что  тщательно были отобраны сильные личности для борьбы с трудностями в норвежской политике. Фройс Фройсланд осудил голосование в статье Aftenposten, заявив, что он сам, Аадаль и Братлие не желали и не знали о выдвижении. Также добавил, что голосование за Национальный легион будет напрасным в борьбе с коммунистами. Однако, согласно норвежскому избирательному законодательству, люди, указанные в бюллетене, не имели никаких законных оснований отказаться от выдвижения.